# 倒木更新

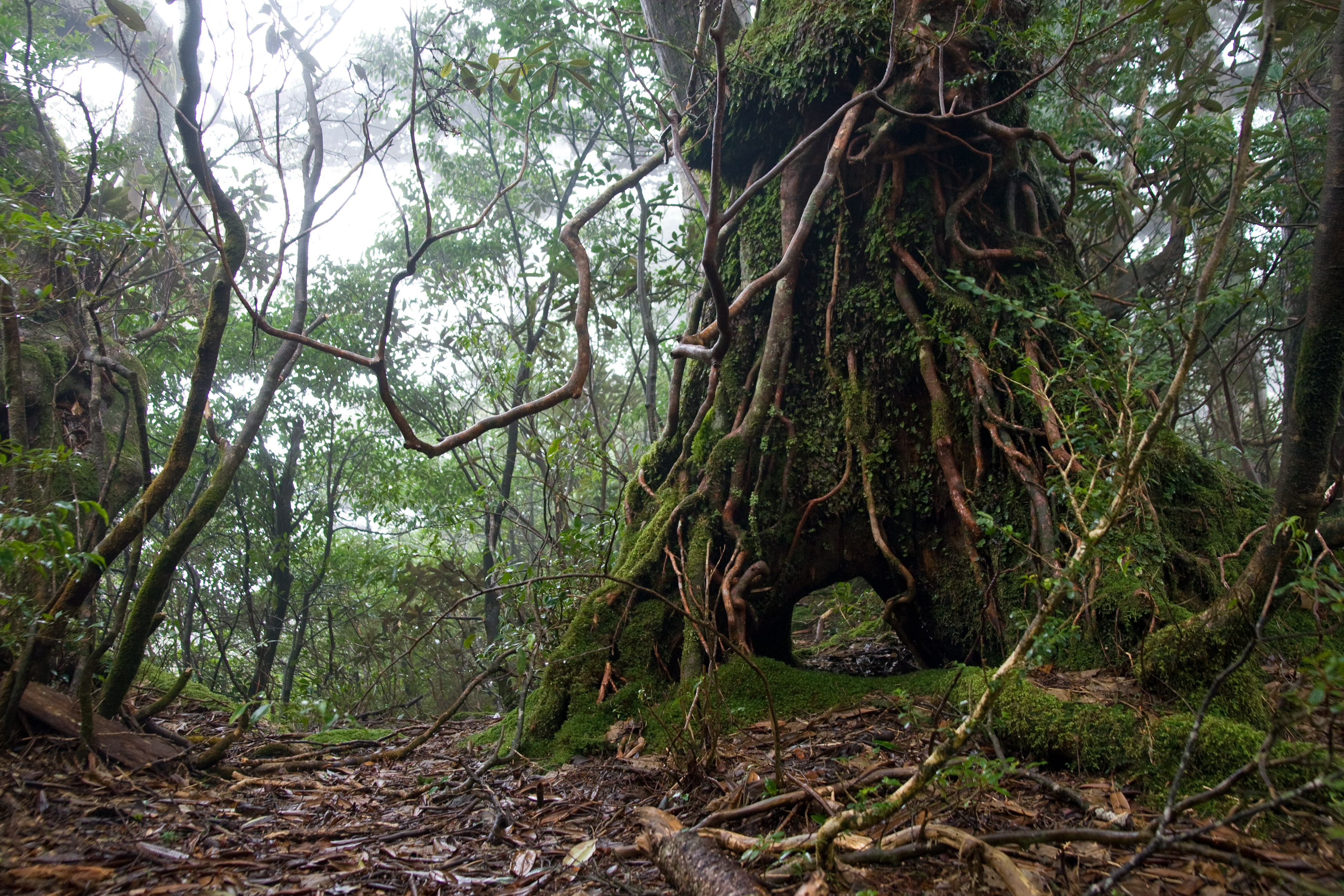
倒木更新後の樹木。礎となった倒木は朽ちて無くなり、空洞ができる（屋久島黒味岳、2012年3月）

倒木更新（とうぼくこうしん）は、寿命や天災、伐採などによって倒れた古木を礎にして、新たな世代の木が育つこと。

## 概要
主に、エゾマツやトドマツ、スギなどの針葉樹林に多くみられるが、ブナなどでもみられる。
既に周囲に多数の樹木が生育している森林の地面上では、笹などの下草などにより針葉樹の新芽は太陽光を浴びられず、うまく生育ができないことが多い。また、ファシディウム雪腐病菌などに侵されて死滅してしまうことも多い。
しかし、倒木の上に芽を出すことによって下草などによる日照不足を緩和でき、また倒木自身が養分の供給元となり、その表面に生えたコケが湿度を保つ。そのため養分・水分の供給といった面でも有利に働く。
そして、養分としての役割を終えた古木は朽ちてなくなり、あとには「根上がり」という、その礎とした木の形に地面から浮き上がった根が残る。
東京大学は北海道演習林（富良野市）で、倒れたエゾマツとその上に生えた幼木の撮影や気温、湿度、照度などを測定する研究プロジェクトを進めている。

## 倒木更新を起こす代表的な樹木
- エゾマツ
- トドマツ
- 屋久杉／縄文杉
- ブナ
- ヒノキ